# St. Marien (Sande)

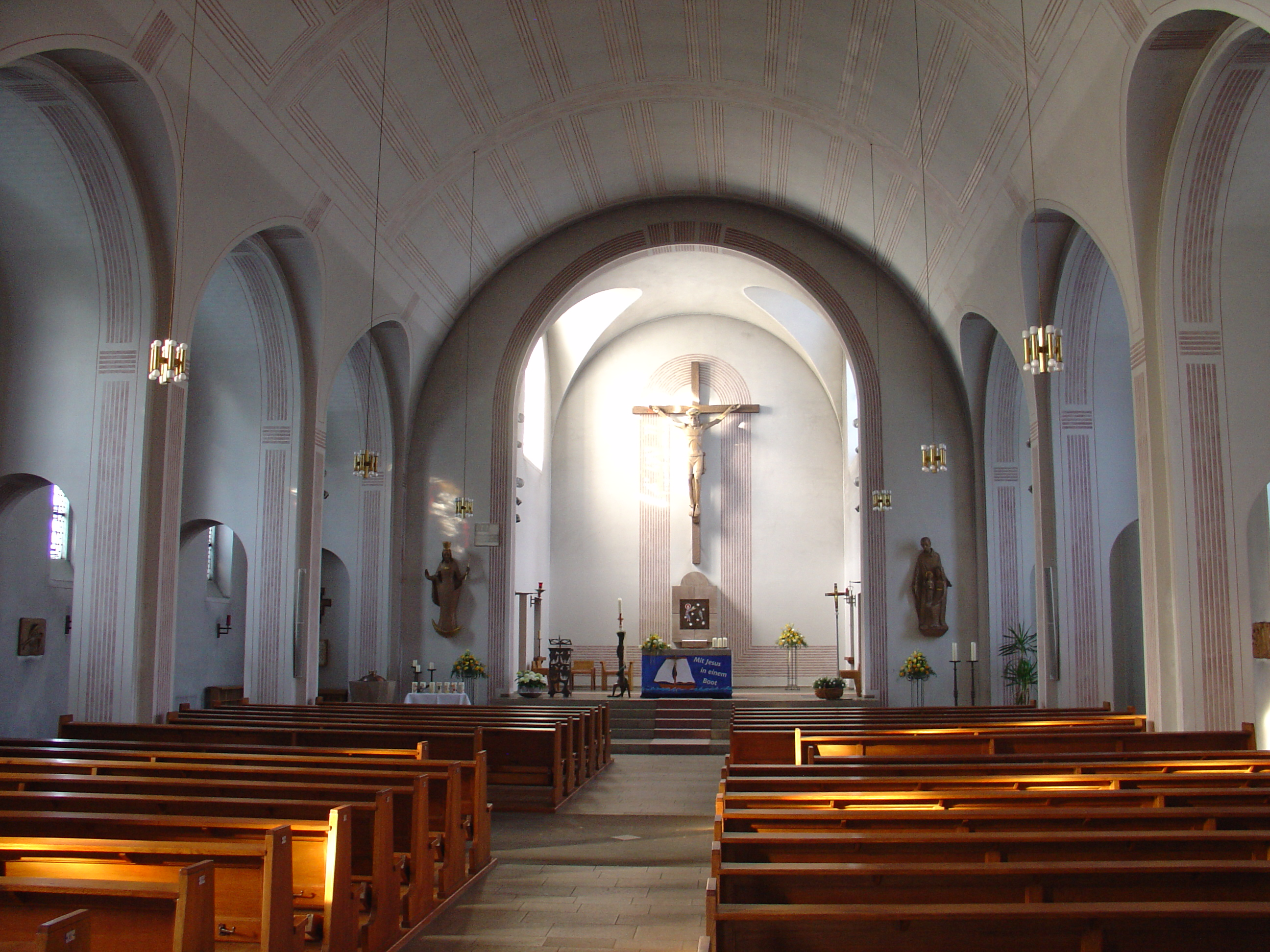
Inneres

St. Marien ist die katholische Pfarrkirche in Sande, einem Ortsteil im ostwestfälischen Paderborn. Sie wurde 1952/53 erbaut.

## Bau und Ausstattung
Die Sander Marienkirche ist ein Mittelding zwischen einer dreischiffigen Hallenkirche und einem Abseitensaal im Heimatschutzstil mit romanischen Anklängen. Sie hat einen querrechteckigen T(Süd-) Westturm mit Doppelportal. Die weiß verputzten Wände mit steinsichtigen Kanten und Laibungen sowie Form und Anordnung von Fenstern und Türen sind der Paderborner Abdinghofkirche nachgestaltet.
Das ebenfalls weiß gehaltene Innere erhielt bei der letzten Renovierung eine die Architekturformen unterstreichende blassrote Linienverzierung, die am Tonnengewölbe eine Kassettierung nachahmt. Ein großer hölzerner Kruzifixus an der Altarwand sowie die Figuren der gekrönten Muttergottes und der Heiligen Familie stammen aus der Erbauungszeit der Kirche.
Auf dem Kirchplatz vor dem Pfarrhaus steht das Missionskreuz von 1920. An derselben Stelle hatte der Altar der Marienkapelle von 1901 gestanden.

## Geschichte
Das kirchliche Gemeindeleben gibt es in Sande seit April 1844. Damals gehörte die Gemeinde zu Elsen und wurde von den dortigen Vikaren betreut. Die Gottesdienste wurden in der alten Knabenschule gefeiert. Mit Eigenleistung wurde in Sande die Marienkapelle errichtet und am 2. September 1901 geweiht. In der Kapelle wurden zunächst nur Messen gefeiert; die übrigen sakramentalen Handlungen fanden weiterhin in Elsen statt.
1920 begann eine Volksmission in Sande. In den Jahren 1922–23 wurde das Pastorat errichtet und der Friedhof angelegt.
Am 1. Januar 1944 wurde die Gemeinde in Sande zur eigenständigen Pfarrei erhoben. Erster Pfarrer war Josef Weisgut. Unter seiner Führung konnte die heutige Pfarrkirche errichtet werden. Die Gemeindemitglieder haben sich mit Eigenleistungen und Spenden am Bau beteiligt. Am 6. Mai 1953 konnte die Kirche geweiht werden.
1981–1982 wurde das Pfarrheim errichtet. Seit Januar 1996 werden im katholischen Kindergarten 2 Gruppen betreut.

## Kirchliche Zugehörigkeit
Kirche und Gemeinde gehören zum Dekanat Paderborn im gleichnamigen Erzbistum. Zusammen mit der Pfarrgemeinde St. Michael in Paderborn-Sennelager bildet die St. Marien-Gemeinde den Pastoralverbund Sande-Sennelager.

## Pfarrer
1. Josef Weisgut
2. Franz Spenner
3. Josef Carree
4. Josef Mersch